# Władysław Fąfara
Władysław Fąfara (ur. 29 czerwca 1945 w Kielcach, zm. 4 lipca 2020 w Opolu) – polski piłkarz ręczny grający na pozycji bramkarza, reprezentant Polski.

## Życiorys
Był uczniem Zespołu Szkół Elektrycznych w Opolu, ze szkolną drużyną SKS Elektron sięgnął po mistrzostwo Opola w 1961, jako zawodnik MKS Opole został wicemistrzem Polski juniorów. Po ukończeniu szkoły średniej został zawodnikiem Gwardii Opole, której barw bronił przez resztę kariery sportowej. W barwach opolskiego klubu nie zdobył nigdy medalu mistrzostw Polski (najwyższe pozycje: 4. miejsce –  1965, 1967).
W 1967 zdobył nieoficjalne wicemistrzostwo świata juniorów, zajmując z drużyną drugie miejsce podczas światowych igrzysk młodzieży. 18 grudnia 1970 wystąpił jedyny raz w reprezentacji Polski seniorów, w towarzyskim spotkaniu z ZSRR (10:9). Trzykrotnie wystąpił w Spartakiadzie Gwardyjskiej (1970 – 2. miejsce, 1972 – 3. miejsce, 1974 – 2. miejsce).